# Tyromyces fumidiceps
Tyromyces fumidiceps är en svampart som beskrevs av G.F. Atk. 1908. Tyromyces fumidiceps ingår i släktet Tyromyces och familjen Polyporaceae.  Artens status i Sverige är: Ej påträffad. Inga underarter finns listade i Catalogue of Life.